# لیکوی کلاه‌سیاه
لیکوی کلاه‌سیاه (نام علمی: Turdoides reinwardtii) یکی از اعضای خانواده توکایان خندان (Leiothrichidae) است.
لیکوی کلاه‌سیاه یک پرنده ساکن در غرب آفریقا از سنگال تا کامرون است. زیستگاه آن بوته‌های انبوه و جنگلی است. این گونه مانند بسیاری از لیکوها مهاجر نیست و دارای بال‌های گرد کوتاه و پرواز ضعیفی است.